# Ernst Peter Fischer

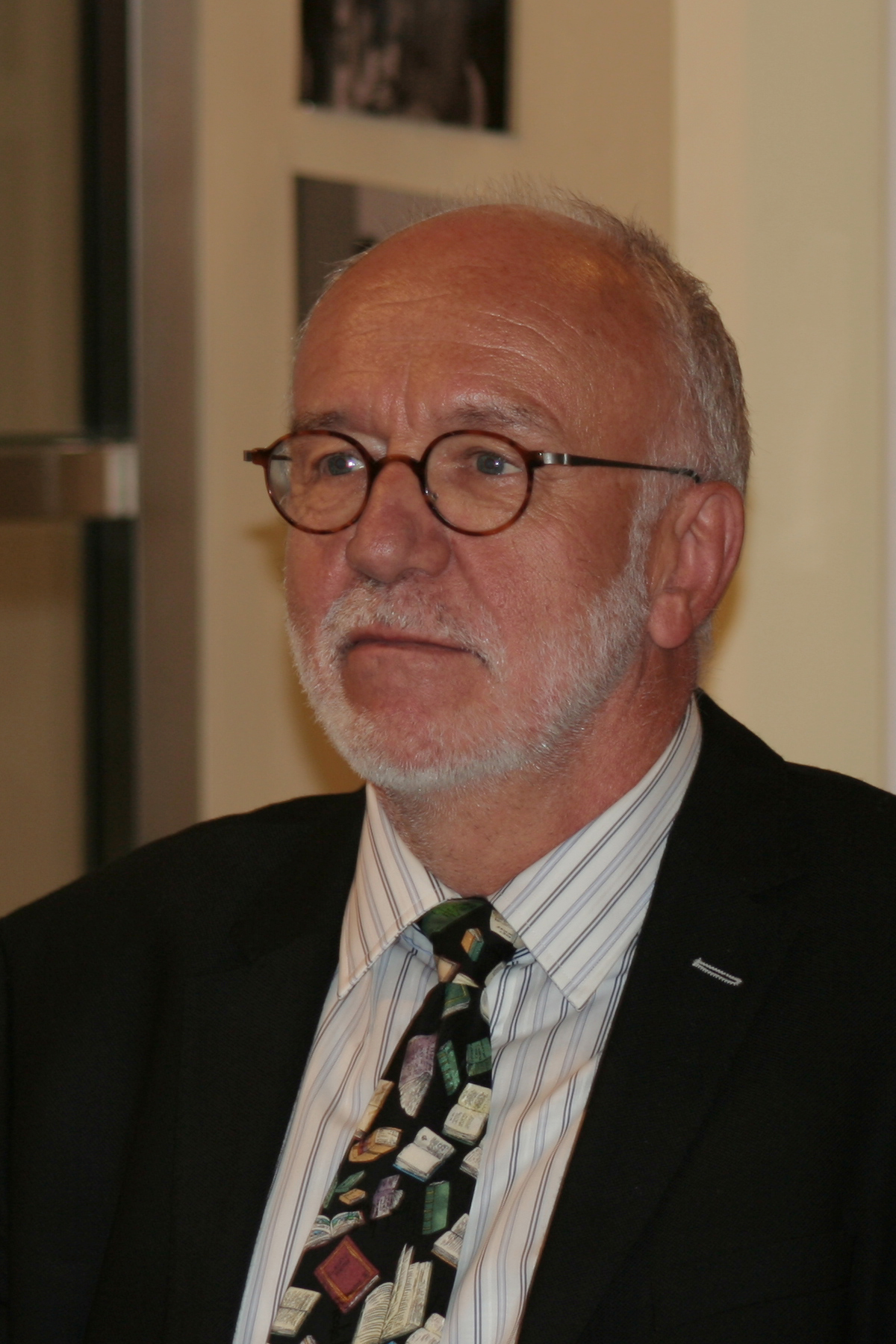
Ernst Peter Fischer, 2009

Ernst Peter Fischer (* 18. Januar 1947 in Wuppertal) ist ein deutscher Wissenschaftshistoriker und Wissenschaftspublizist.

## Leben und Wirken
Ernst Peter Fischer wuchs in Barmen auf, studierte an der Universität zu Köln Mathematik, Physik und Biologie und promovierte 1977 bei Max Delbrück am California Institute of Technology. 1987 habilitierte er sich im Fach Wissenschaftsgeschichte an der Universität Konstanz und wurde zum apl. Professor ernannt. Bis 2011 unterrichtete er das Fach in Konstanz, dann wurde er Professor für Wissenschaftsgeschichte an der Universität Heidelberg. 
Von 1989 bis 1999 war er Herausgeber des Mannheimer Forums (als Nachfolger von Hoimar von Ditfurth). Fischer engagiert sich auch in freien Tätigkeiten als Wissenschaftsvermittler und Berater, u. a. für die Stiftung Forum für Verantwortung als Herausgeber (mit Klaus Wiegandt) von Mensch und Kosmos (2004) und Die Zukunft der Erde (2006).
Er kritisierte den Bestseller des Hamburger Literaturprofessors Dietrich Schwanitz Bildung. Alles, was man wissen muß (1999), weil dort die Naturwissenschaften nur als Randgebiete vorkommen. Darauf reagierte Fischer mit seinem Buch Die andere Bildung (2001), in dem er die Erkenntnisse der Naturwissenschaften als für eine Allgemeinbildung wichtig darstellt.
Als Wissenschaftspublizist schrieb Fischer Artikel für die Zeitschriften GEO, Bild der Wissenschaft, Weltwoche und die FAZ. Unter dem Dach von scienceblogs.de führt er ein Blog zu philosophisch-wissenschaftlichen Fragen und aktuellen Ereignissen. Er ist Mitglied im P.E.N.-Club Liechtenstein.
Seine Frau arbeitete als Ärztin in der Pharmaindustrie.

## Auszeichnungen
Fischers wissenschaftliche und publizistischen Leistungen wurden mehrfach ausgezeichnet.
- 2002: Lorenz-Oken-Medaille
- 2003: Treviranus-Medaille
- 2003: Eduard-Rhein-Kulturpreis
- 2004: Medaille für naturwissenschaftliche Publizistik der Deutschen Physikalischen Gesellschaft
- 2004: Sartorius-Preis der Akademie der Wissenschaften zu Göttingen
- 2011: Ehrenmitglied der Naturforschenden Gesellschaft zu Emden von 1814

## Veröffentlichungen
- Die Welt im Kopf. Faude, Konstanz 1985, ISBN 3-922305-11-3.
- Licht und Leben. Ein Bericht über Max Delbrück, den Wegbereiter der Molekularbiologie (= Konstanzer Bibliothek. 2). Universitätsverlag, Konstanz 1985, ISBN 3-87940-275-2.
- Niels Bohr. Die Lektion der Atome (= Piper. 5226). Piper, München u. a. 1987, ISBN 3-492-15226-0.
- Sowohl als auch. Denkerfahrungen der Naturwissenschaften. Rasch und Röhring, Hamburg u. a. 1987, ISBN 3-89136-118-1.
- Gene sind anders. Erstaunliche Einsichten einer Jahrhundertwissenschaft. Rasch und Röhring, Hamburg 1988, ISBN 3-89136-205-6.
- mit Carol Lipson: Thinking About Science. Max Delbrück and the Origins of Molecular Biology. W. W. Norton & Company, New York NY u. a. 1988, ISBN 0-393-02508-X, (Rezension (PDF; 219 kB)).
- Kritik des gesunden Menschenverstandes. Unser Hindernislauf zur Erkenntnis. Rasch und Röhring, Hamburg 1989, ISBN 3-89136-268-4.
- Ein Abenteuer wird besichtigt. Beiträge zum Unternehmen Wissenschaft. Rasch und Röhring, Hamburg 1990, ISBN 3-89136-381-8.
- Wissenschaft für den Markt. Die Geschichte des forschenden Unternehmens Boehringer Mannheim. Piper, München u. a. 1991, ISBN 3-492-03473-X.
- als Hrsg.: Auf der Suche nach der verlorenen Sicherheit (= Mannheimer Gespräche.) Piper, München 1991.
- als Hrsg.: Ist die Wahrheit dem Menschen zumutbar? (= Mannheimer Gespräche.) Piper, München 1992.
- mit Narciso Silvestrini: Idee Farbe. Eine Ideengeschichte der Farbe. Baumann & Stromer, Zürich 1992.
- Der Einzelne und sein Genom. Die Expedition ans Ende der Anatomie. Libelle, Bottighofen am Bodensee 1993, ISBN 3-909081-61-4.
- Die Wege der Farben. Vom Licht zum Sehen und über die Gene zum Gehirn (= Idee Farbe. 2 = Edition Farbe. 2). Regenbogen Verlag Klaus Stromer, Konstanz 1994, ISBN 3-85862-707-0.
- Aristoteles, Einstein & Co. Eine kleine Geschichte der Wissenschaft in Porträts. Piper, München u. a. 1995, ISBN 3-492-03778-X.
- Die aufschimmernde Nachtseite der Wissenschaft. Träume, Offenbarungen und neurotische Mißverstände in der Geschichte naturwissenschaftlicher Entdeckungen. Libelle, Lengwil 1995, ISBN 3-909081-71-1.
- Einstein. Ein Genie und sein überfordertes Publikum. Springer, Berlin u. a. 1996, ISBN 3-540-61112-6.
- Das Schöne und das Biest. Ästhetische Momente in der Wissenschaft. Piper, München u. a. 1997, ISBN 3-492-03943-X.
- Byk Gulden. Forschergeist und Unternehmermut. Mit einer Chronik von Hans Biereigel. Piper, München u. a. 1998, ISBN 3-492-04073-X.
- Hallo Dolly. Zu dem genauer werdenden Blick auf die Gene. 12 Essays. Regenbogen Verlag Klaus Stromer, Konstanz 1998, ISBN 3-85862-788-7.
- mit Narciso Silvestrini: Farbsysteme in Kunst und Wissenschaft. DuMont, Köln 1998, ISBN 3-7701-4397-3.
- Die Schichten der Farben. Der Stoff, die Kunst, der Kopf, das Licht, die Norm, das Wort (= Edition Farbe. 3). Regenbogen Verlag Klaus Stromer, Konstanz 1999, ISBN 3-85862-710-0.
- mit Kerstin Berberich: Impact of Modern Genetics on Life Insurance (= Publications of the Cologne Re. 42). Cologne Re., Köln 1999, ISBN 3-89217-142-4.
- An den Grenzen des Denkens. Wolfgang Pauli – ein Nobelpreisträger über die Nachtseiten der Wissenschaft. Herder, Freiburg (Breisgau) u. a. 2000, ISBN 3-451-04842-6.
- Leonardo, Heisenberg & Co. Eine kleine Geschichte der Wissenschaft in Porträts. Piper, München u. a. 2000, ISBN 3-492-03942-1.
- Das genetische Abenteuer. My favourite book, Düsseldorf 2001, ISBN 3-936143-19-6.
- Die andere Bildung. Was man von den Naturwissenschaften wissen sollte. Ullstein, München 2001, ISBN 3-550-07151-5.
- Images & imagination. Faszination Forschung. = La fascination de la recherche. = Captivating science. = Ciencia fascinante. Editiones Roche, Basel 2001, ISBN 3-907770-86-2.
- Werner Heisenberg. Das selbstvergessene Genie. Piper, München u. a. 2001, ISBN 3-492-03855-7.
- Das Genom (= Fischer. 15362). Fischer Taschenbuch Verlag, Frankfurt am Main 2002, ISBN 3-596-15362-X.
- Am Anfang war die Doppelhelix. James D. Watson und die neue Wissenschaft vom Leben. Ullstein, Berlin 2003, ISBN 3-550-07566-9.
- Geschichte des Gens (= Fischer. 15363). Fischer Taschenbuch Verlag, Frankfurt am Main 2003, ISBN 3-596-15363-8.
- Brücken zum Kosmos. Wolfgang Pauli – Denkstoffe und Nachtträume zwischen Kernphysik und Weltharmonie. Libelle, Lengwil 2004, ISBN 3-909081-44-4.
- Die Bildung des Menschen. Was die Naturwissenschaften über uns wissen. Ullstein, Berlin 2004, ISBN 3-550-07606-1.
- Einstein, Hawking, Singh & Co. Bücher, die man kennen muß. Piper, München u. a. 2004, ISBN 3-492-04551-0.
- Stille Kräfte, große Fülle. Die Geschichte der Süd-Chemie. Piper, München u. a. 2004, ISBN 3-492-04582-0.
- mit Henning Genz: Was Professor Kuckuck noch nicht wußte. Naturwissenschaftliches in den Romanen Thomas Manns, ausgewählt, kommentiert und auf den neuesten Stand gebracht (= rororo. 61580). Rowohlt-Taschenbuch-Verlag, Reinbek bei Hamburg 2004, ISBN 3-499-61580-0.
- Einstein für die Westentasche. Piper, München u. a. 2005, ISBN 3-492-04685-1.
- Einstein trifft Picasso und geht mit ihm ins Kino oder die Erfindung der Moderne. Piper, München u. a. 2005, ISBN 3-492-04682-7.
- Ernst Peter Fischer erzählt Paarläufe der Wissenschaft. Box mit 4 Audio-CDs und Beiheft. Konzeption/Regie: Klaus Sander. supposé, Köln 2006, ISBN 978-3-932513-68-8
- Schrödingers Katze auf dem Mandelbrotbaum. Durch die Hintertür zur Wissenschaft. Pantheon, München 2006, ISBN 3-570-55028-1.
- mit Klaus Stromer: Die Natur der Farbe. DuMont, Köln 2006, ISBN 3-8321-7575-X.
- Die Nachtseite der Wissenschaft. Audio-CD. Komplett-Media, Grünwald 2007, ISBN 978-3-8312-6194-9 (Vorlesung aus der Reihe „uni-auditorium“).
- Max Planck – ein Portrait. Eine Vorlesung (auf DVD) von Ernst Peter Fischer über die Physik, das tragische Leben, sowie Religiosität und Philosophie von Max Planck. Komplett-Media, Grünwald 2007, DVD: ISBN 978-3-8312-9522-7, CD: ISBN 978-3-8312-6225-0, (Rezension).
- Der Physiker. Max Planck und das Zerfallen der Welt. Siedler, München 2007, ISBN 978-3-88680-837-3.
- Irren ist bequem. Wissenschaft quer gedacht. Kosmos, Stuttgart 2007, ISBN 978-3-440-11098-0.
- Das große Buch der Evolution. Fackelträger, Köln 2008, ISBN 978-3-7716-4373-7.
- Einfach klug. 60 Ratschläge für ein gelingendes Leben. Nymphenburger, München 2008, ISBN 978-3-485-01118-1.
- als Herausgeber mit Norbert Grotjohann, Angelika Preisfeld, Gerhard Trommer, Paul Dierkes, Hans-Martin Haase und Wilfried Wichard: Aktuelle Themen aus den Bildungs- und Biowissenschaften. Festband zur Gründung der Gesellschaft für Didaktik der Biowissenschaften. Shaker, Aachen 2008, ISBN 978-3-8322-7635-5.
- Der kleine Darwin. Alles, was man über Evolution wissen sollte. Pantheon, München 2009, ISBN 978-3-570-55087-8.
- Die Charité. Ein Krankenhaus in Berlin 1710 bis heute. Siedler, München 2009, ISBN 978-3-88680-880-9.
- Die kosmische Hintertreppe. Die Erforschung des Himmels von Aristoteles bis Stephen Hawking. Nymphenburger, München 2009, ISBN 978-3-485-01186-0.
- Laser. Eine deutsche Erfolgsgeschichte von Einstein bis heute. Siedler, München 2010, ISBN 978-3-88680-946-2.
- Die Hintertreppe zum Quantensprung. Die Erforschung der kleinsten Teilchen der Natur. Von Max Planck bis Anton Zeilinger. Herbig, München 2010, ISBN 978-3-7766-2643-8.
- Information. Kurze Geschichte in 5 Kapiteln. Jacoby & Stuart, Berlin 2010, ISBN 978-3-941787-15-5.
- Das große Buch der Elektrizität. Fackelträger, Köln 2011, ISBN 978-3-7716-4484-0.
- Warum Spinat nur Popeye stark macht. Mythen und Legenden in der modernen Wissenschaft. Pantheon, München 2011, ISBN 978-3-570-55123-3.
- Die andere Leichtigkeit des Seins. Eine persönliche Geschichte als Hausmann und Hochschullehrer. Ein Leben für Familie und Wissenschaft. Komplett-Media, München 2012, ISBN 978-3-8312-0388-8.
- GENial! Was Klonschaf Dolly den Erbsen verdankt. Ein Streifzug durch die Genetik. Herbig, München 2012, ISBN 978-3-7766-2684-1.
- Niels Bohr. Physiker und Philosoph des Atomzeitalters. Siedler, München 2012, ISBN 978-3-88680-996-7.
- Gott und die anderen Großen. Wahrheit und Geheimnis in der Wissenschaft. Komplett-Media, München u. a. 2013, ISBN 978-3-8312-0393-2.
- Wie der Mensch seine Welt neu erschaffen hat. Springer Spektrum, Berlin u. a. 2013, ISBN 978-3-642-34762-7.
- Das große Buch vom Menschen. Droemer, München 2014, ISBN 978-3-426-27585-6.
- Die Verzauberung der Welt. Eine andere Geschichte der Naturwissenschaften. Siedler, München 2014, ISBN 978-3-88680-981-3.
- Durch die Nacht. Eine Naturgeschichte der Dunkelheit. Siedler, München 2015, ISBN 978-3-88680-838-0.
- Werner Heisenberg – ein Wanderer zwischen zwei Welten. Springer Spektrum, Berlin u. a. 2015, ISBN 978-3-662-43441-3.
- „Noch wichtiger als das Wissen ist die Phantasie“. Die 50 besten Erkenntnisse der Wissenschaft von Galilei bis Einstein. Penguin, München 2016, ISBN 978-3-328-11111-5.
- Das große Buch der Physik. Fackelträger, Köln 2017, ISBN 978-3-7716-4693-6.
- Gott und der Urknall. Religion und Wissenschaft im Wechselspiel der Geschichte. Herder, Freiburg (Breisgau) u. a. 2017, ISBN 978-3-451-32986-9.
- Hinter dem Horizont. Eine Geschichte der Weltbilder. Rowohlt Berlin, Berlin 2017, ISBN 978-3-87134-182-3.
- Treffen sich zwei Gene. Vom Wandel unseres Erbguts und der Natur des Lebens. Siedler, München 2017, ISBN 978-3-8275-0075-5.
- Wenn das Wissen nicht mehr reicht. Berühmte Wissenschaftler und ihre Suche nach Gott. Komplett-Media, München u. a. 2017, ISBN 978-3-8312-0446-5.
- Erster sein. Die Natur des Menschen und die Kultur des Sports. Edition Zeitblende im AT Verlag, Aarau und München 2018, ISBN 978-3-03800-028-0.
- Verbotenes Wissen. Geschichte einer Unterdrückung. Rowohlt Berlin, Berlin 2019, ISBN 978-3-7371-0056-4.
- Die Welt in deiner Hand: Zwei Geschichten der Menschheit in einem Objekt. Springer, Berlin u. a. 2020, ISBN 978-3-662-60725-1.
- Schrödingers Katze auf dem Mandelbrotbaum. Die Schlüsselideen der großen Forscher. Anaconda, München 2022, ISBN 978-3-7306-1152-4.
- Warum funkeln die Sterne? Die Wunder der Welt wissenschaftlich erklärt. C. H. Beck, München 2023, ISBN 978-3-406-79791-0.